# 済南恒隆広場
済南恒隆広場（さいなんこうりゅうひろば、中国語: 济南恒隆广场、英語: Parc 66）は、中華人民共和国山東省済南市歴下区に位置する複合商業施設である。

## 概要
恒隆地産のプロジェクトの一つとして着工し、2011年8月26日に開業した。建物は東棟と西棟に分かれており、南側には泉城広場に直接結ぶ陸橋がある。
2023年1月1日より再生可能エネルギーを全面的に使用することによって、山東省と済南市でオーナーとテナントの運営の両方で年間電力消費量において炭素排出量ネットゼロを達成した初の商業施設となった。